# لحیم‌کاری سخت

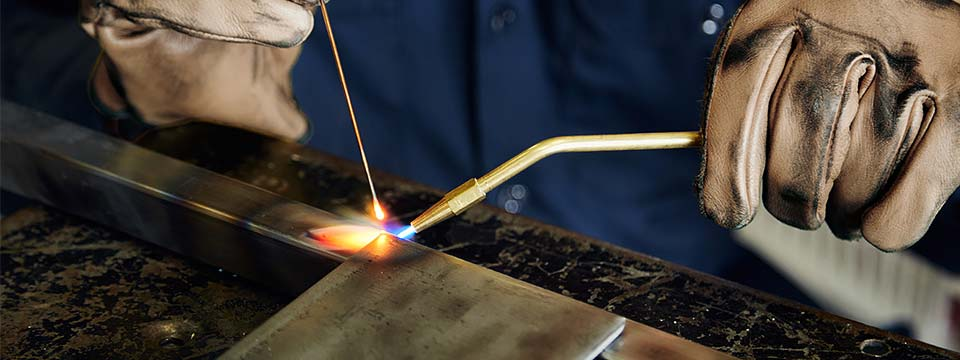
لحیم‌کاری سخت

لحیم‌کاری سخت یا بریزکاری (به انگلیسی: Brazing) نوعی ایجاد اتصال با استفاده از فلز پرکننده است در دمای بالاتر از ۴۵۰ درجهٔ سلسیوس و زیر نقطهٔ ذوب فلز پایه که در آن نفوذ در اتصال بر اثر خاصیت موئینگی است.
لحیم‌کاری سخت فرایندی است که طی آن دو فلز به وسیلهٔ یک پُرکننده (فیلر) به یکدیگر اتصال پیدا می‌کنند، پرکننده در این فرایند نقطه جوش پایین‌تری نسبت به دو فلز دیگر دارد
بریزکاری از این نظر که طی آن فلزهای متصل شونده به یکدیگر به نقطه ذوب نمی‌رسند با فرایند جوشکاری متفاوت است و همچنین از این نظر که فرایند نسبت به لحیم‌کاری در دمای بالاتری صورت می‌پذیرد با لحیم‌کاری متفاوت بوده به‌علاوه در فرایند لحیم‌کاری سخت قطعات در حالت بسیار نزدیکتری نسبت به لحیم کاری در کنار هم قرار دارند
فلز پرکننده پس از ذوب به وسیلهٔ خاصیت موئینگی در فضای بین دو فلز که قرار است به یکدیگر متصل شوند جریان می‌یابد
مزیت قابل توجه لحیم‌کاری سخت توانایی در اتصال دو فلز یکسان یا غیر یکسان با استحکام بالا می‌باشد.
برای یک لحیم‌کاری خوب باید قطعات با فاصلهٔ بسیار کم نسبت به یکدیگر قرار گرفته باشند و همچنین فلزات پایه تمیز و فاقد اکسید باشند
برای رسیدن به بهترین میزان حرکت موئینگی پرکننده و همچنین بالاترین میزان استحکام لقی میان قطعات معمولاً بین ۰٫۰۳ تا ۰٫۰۸میلیمتر در نظر گرفته می‌شود.
دو روش مکانیکی و شیمیایی به منظور تمیز‌سازی سطح مورد لحیم‌کاری پیش از آغاز فرایند به کار می‌روند.
در طی فرایند مکانیکی جهت تمیز‌سازی سطح باید به این نکته توجه داشت که زبری سطح مورد لحیم‌کاری از بین نرود چرا که موئینگی در سطوح زبر بهتر اتفاق می‌افتد.
مورد دیگری که باید در طی فرایند بریز کاری مد نظر قرار گیرد دمایی است که بریز در ان صورت می‌پذیرد، با افزایش دما، ذوب و حرکت پرکننده در میان دو فلز تسهیل می‌گردد. به‌طور کلی دمای بریز کاری باید بالاتر از دمای فلز پرکننده باشد اما فاکتورهای دیگری نیز باید توسط طراح برای انتخاب دمای بریز کاری مد نظر قرار بگیرند. بهترین دمای برای بریز کاری باید:
1. کمترین تأثیر را بر روی مجموعه اسمبلی بگذارد
2. کمترین آسیب را به فیکسچرهای یکه برای نگهداری قطعات به کار می‌روند وارد کند
3. باعث به وجود آمدن ترکیب میان فلزات پایه نگردد.

لحیم کاری سخت یک فرایند تجاری کاملاً شناخته شده‌است که توانایی تولید اتصالات با استحکام بالا دارد. این فرایند کاربرد زیادی در صنایع دارد که به دلیل توانایی آن در اتصال دهی فلزات و سرامیکها است. این فرایند با ارزش می‌تواند به صورت دستی یا اتوماتیک انجام شود و این به طراحی و اجراء فرایند ساخت بستگی دارد. با فرایند لحیمکاری سخت می‌توان به تولید انبوه دست یافت و علاوه بر این فلزات غیرمشابه را نیز به یکدیگر متصل کرد. محصولات لحیمکاری سخت شامل قطعات کوچک، بزرگ، نازک، ضخیم و حتی اتصالات نبشی است. یکی از مزایای لحیمکاری سخت آن است که صرفه جویی قابل توجهی در فرایند تولید حاصل می‌شود. امروزه فرایندهای تولید انبوه مورد توجه بسیاری از تولیدکنندگان صنعتی است. لحیمکاری سخت اصولاً برای تولید انبوه و حتی مقادیر کم نیز استفاده می‌شود.

## انواع فرایندهای لحیم کاری سخت
فرایند لحیمکاری سخت به ۳ دسته کلی تقسیم می‌شود:
الف) لحیمکاری سخت فلزات
ب) لحیمکاری سخت سرامیکها
ج) لحیمکاری سخت فلزات به سرامیکها

### لحیم کاری سخت سرامیک - فلز[۲]
سرامیک‌ها مواد غیرفلزی معدنی هستند که به دو گروه اصلی تقسیم می‌شوند: سرامیک‌های ساختاری و سرامیک‌های متداول. یک خصوصیت رایج مواد سرامیکی آن است که آن‌ها از پودر ساخته می‌شوند که توسط فرایندهای مختلف به شکل مورد نظر شکل‌دهی می‌شوند. در فرایند اتصال آن‌ها از یک پیوند دهنده استفاده می‌شود و سپس تا دمای بالا با یا بدون فشار خارجی حرارت داده می‌شود تا قطعه لحیم کاری شده متراکم حاصل شود.
سرامیکهای متداول شامل محصولات سفالی و دیرگدازها است. این مواد معمولاً چگالی پایینی (به دلیل مقدار تخلخل نسبتاً بالا) دارند. آنها معمولاً در کاربردهای دما بالا استفاده می‌شوند که لحیمکاری سخت آنها عملی نمی‌باشد.
سرامیکهای ساختاری شامل موادی مثل اکسید آلومینیوم، اکسید زیرکونیوم، کاربید سیلسیم، نیترید آلومینیوم، نیترید سیالون و اکسی نیترید آلومینیوم-سیلسیم است، همچنین کامپوزیتهای ساخته شده از سرامیکها مثل شامل ویسکر‌های یا کامپوزیت شامل دی بوراید تیتانیوم هستند. در حین ساخت سرامیکهای ساختاری باید مراقب بود که ترکیب شیمیایی به خوبی کنترل شود و چگالی بالایی حاصل شود. لحیمکاری سخت سرامیکهای ساختاری امکانپذیر است و کاربرد زیادی دارد.
جذابیت فناوری در سرامیکهای ساختاری مستقیماً با خواص منحصربه فرد آنها در مقایسه با فلزات در ارتباط است. بسیاری از سرامیکها استحکام بالا، نه تنها در دمای اتاق بلکه در دماهای نسبتاً بالا، دارند. به عنوان مثال کاربید سیلسیم می‌تواند استحکام ۲۰۰ خود را در دمای ۱۵۳۰ حفظ می‌کند. سایر سرامیکهای ساختاری مثل و کامپوزیتهای سرامیکی خاص نیز استحکام خود را در دماهای بالا حفظ می‌کنند.
علاوه بر استحکام بالا، سایر خواصی که سرامیکها را برای کاربرهای خاص منحصر به فرد می‌سازد شامل مقاومت به سایش بسیار خوب، مقاومت به خوردگی و اکسیداسیون عالی، سختی زیاد، ضریب انبساط حرارتی کم و مقاومت الکتریکی زیاد است.
سرامیکهای ساختاری به عنوان ابزارهای برش، یاتاقان، قطعات ماشین ابزار، قالب، آب بندهای پمپ، مبردهای دما بالا و قطعات موتور توربین گازی و احتراق داخلی استفاده می‌شود. با وجود پیشرفت در ساخت سرامیکهای ساختاری و کاربردهای روزافزون آنها در صنایع مهندسی جدید، این مواد فوق‌العاده هر روز در حال پیشرفت هستند.

### لحیم کاری سخت سرامیک-سرامیک[۲]
سرامیک‌ها به عنوان یک بخش از خانواده بزرگ مواد کاربردهای گسترده‌ای در دنیای امروز دارد. از این مواد ارزشمند در صنایع هوا-فضا، ابزارهای برش و تجهیزات الکترونیکی استفاده می‌شود. سرامیک‌ها پیوند کووالانسی و/یا یونی قوی (قوی‌تر از پیوند فلزی) دارد و این باعث خصوصیات بی نظیر در این مواد شده‌است: سختی بالا، استحکام فشاری زیاد، هدایت الکتریکی و حرارتی کم و از نظر شیمیایی خنثی هستند.
شکل ۱: مروری بر فرایندهای اتصال دهی سرامیک‌ها
این پیوند قوی موجب خواص نامطلوب مثل انعطاف پذیری و استحکام کششی کم می‌شود. به هر حال، خواص متنوع این مواد مانع از کاربرد گسترده آنها نمی‌شود. به عنوان مثال، با توجه به این که سرامیکها به عنوان عایق الکتریکی و حرارتی استفاده می‌شود، ولیکن سرامیکهای اکسیدی (بر مبنای Y-Ba-Cu-O) برای هدایت حرارتی دما بالا کاربرد دارند. الماس، کاربید برلیوم و کاربید سیلسیم هدایت حرارتی بالاتر از آلومینیوم و مس دارند. با کنترل ریزساختار می‌توان بر مشکل سفتی ذاتی آنها غلبه کرد و محصولاتی مثل فنرهای سرامیکی و کامپوزیتهای سرامیکی تولید کرد که حداقل بتوانند نصف چقرمگی فولاد را داشته باشند. سرامیکها را می‌توان به گروه‌های زیر تقسیم بندی کرد:
۱)اکسیدها: اکسید آلومینیوم (Al2O3) و زیرکونیا (ZrO2) مهم‌ترین و پرکاربردترین سرامیکهای اکسیدی هستند. اکسید آلومینیوم (آلومینا) در تناژ بالا تولید و مصرف می‌شود.
۲)نیترید‌ها: نیترید سیلسیم (Si3N4) و نیترید آلومینیم (AlN) جزء سرامیکهای مهندسی پیشرفته در این گروه هستند. انواع و گروه‌های مختلفی از این مواد وجود دارد، مخصوصاً نیترید سیلسیم که خواص ویژهای دارد.
۳)کامپوزیتهای سرامیکی: سرامیکها معمولاً به عنوان تقویت‌کننده برای ساخت مواد کامپوزیتی استفاده می‌شوند، مثل پلاستیکهای تقویت شده با شیشه و کامپوزیتهای زمینه فلزی مانند آلومینیم تقویت شده با آلومینا. علاوه بر این، مواد سرامیکی پیشرفته به عنوان مواد زمینه در ساخت کامپوزیت استفاده می‌شود.
روشهای متنوعی برای اتصال سرامیکها به یکدیگر و مواد غیرمشابه وجود دارد. این روشها، از اتصالات مکانیکی تا اتصال مستقیم متنوع است. شکل ۱ روشهای اتصال دهی سرامیکها را نشان می‌دهد.
انتخاب هر یک از این رو-ها به عوامل زیر بستگی دارد:
1. عملکرد مطلوب قطعه مثل استحکام، عایق الکتریکی یا مقاومت به سایش
2. نوع موادی که باید به یکدیگر متصل شوند.
3. دمای اجرایی
4. کاربرد
5. میزان همگنی و یکنواختی اتصال
6. طراحی قطعه
7. هزینه

در حالی که همه موارد باید در نظر گرفته شود، معمولاً دو عامل شباهت موادی که باید به یکدیگر متصل شوند و ظرفیت دمایی مورد نیاز جزء موارد مهم است. شکل ۲ ظرفیت دمایی تعدادی از محیطهای اتصال دهی را نشان می‌دهد.
شکل ۲: ظرفیت دمایی تعدادی از محیط‌های اتصال دهی
هنگام اتصال سرامیکها به فلزات لازم است تا یک فصل‌مشترک بین مواد قرار گیرد. به‌طور کلی، فصل‌مشترک باید موارد زیر را مرتفع کند:
1. اختلاف در ضریب انبساط حرارتی
2. نوع پیوند یعنی یونی/کووالانسی برای سرامیکها تا پیوند فلزی برای فلزات
3. عدم انطباق شبکه کریستالوگرافی بین سرامیک و فلز

در مقایسه با فلزات و پلیمرها، سرامیکها سخت، غیر مصرفی و خنثی هستند. از این رو، آنها در دمای محیط، محیطهای خورنده و کاربردهای تریبولوژیکی استفاده می‌شوند. این کاربردها بر اساس ترکیب خواصی که برای صنعت جذاب است شامل موارد زیر می‌باشد:
1. حفظ خواص در دمای بالا
2. ضریب اصطکاک کم (مخصوصا در نیروی زیاد و میزان روانکاری کم
3. ضریب انبساط کم
4. مقاومت به خوردگی خوب
5. عایق حرارتی
6. چگالی کم

سرامیکهای مهندسی برای تولید قطعات برای کاربرد در بخشهای مختلف صنعتی ساخته می‌شوند که شامل زمینه‌های سرامیکی برای قطعات الکترونیکی، روتورهای توربوشارژر و ضربه زنها در موتورهای اتومبیل است. علاوه بر این، یاتاقانهای بدون روانکار در صنایع فرآوری مواد غذایی، پره‌های توربین هواپیما، میله‌های سوخت هستهای، جلیقه‌های سبک ضد گلوله، ابزارهای برش، پوششهای سدهای حرارتی و تجهیزات کوره از کاربردهای متداول سرامیکها است.

## مواد پرکننده
گسترهٔ بسیار گوناگونی از مواد پرکننده موجود می‌باشند که با توجه به نیاز مورد استفاده قرار می‌گیرند.
در حالت کلی آلیاژهای مورد استفاده در بریز کاری از ترکیب سه یا بیشتر، فلز به منظور رسیدن به خاصیت مطلوب تشکیل می‌شوند
برای موارد خاص، در مورد انتخاب آلیاژهای پرکننده بریز باید دقت نمود که خاصیت تر‌کنندگی بالایی داشته باشد، دمای ذوبی پایین‌تر از دمای ذوب فلزهای متصل شونده به یکدیگر داشته باشد، و همچنین جوابگوی شرایط مورد استفاده باشد.
آلیاژهای مورد استفاده در لحیم‌کاری سخت معمولاً یه صورت‌های میله، نوار، پودر، سیم و غیر موجود می‌باشند
آلیاژ پرکننده ممکن است پیش از آغاز فرایند در محل مورد نیاز قرار داده شود مانند گرمادهی به وسیله کوره که در این حالت فرایند به صورت اتوماتیک صورت می‌پذیرد یا به صورت دستی در حین عملیات گرمادهی به محل مورد نظر تزریق گردد.
چند نوع رایج فلزات پرکننده شامل موارد ذیل می‌باشند:
1. مس
2. مس-نقره
3. مس-روی (برنج)
4. طلا-نقره
5. آلیاژهای نیکل

و غیره

## روش‌های متداول لحیم‌کاری سخت
لحیم‌کاری سخت به وسیلهٔ مشعل
لحیم‌کاری سخت به وسیله مشعل متداول‌ترین روش برای مکانیزه کردن فرایند لحیم‌کاری سخت می‌باشد. لحیم‌کاری به وسیله سر مشعلی برای قطعات کوچک و خاص مناسب می‌باشد و در بسیاری از کشورهای دنیا متداول‌ترین روش لحیم‌کاری سخت می‌باشد.
لحیم‌کاری سخت به وسیله مشعل به‌طور کلی به سه حالت صورت می‌پذیرد: دستی، ماشینی، ویا به صورت خودکار
در روش لحیم‌کاری سخت به وسیلهٔ مشعل گرما به وسیلهٔ شعلهٔ گازی موجود در مشعل و در نزدیکی دو فاز متصل شونده به یکدیگر به کار اعمال می‌شود.
مشعل مورد استفاده یا به صورت دستی حرکت داده می‌شود یا بسته به میزان خودکارسازی فرایند می‌تواند توسط تجهیزات حرکت داده شود. به‌طور کلی بریزکاری به وسیله حرارت مشعل برای قطعات با حجم کم یا هندسه خاص به نحوی که دیگر فرایندهای بریز کاری غیرممکن گردد مورد استفاده قرار می‌گیرد.

## لحیم‌کاری سخت کوره‌ای
بریز کاری به وسیله کوره فرایند لحیم‌کاری سخت نیمه‌خودکار می‌باشد که با توجه به توانایی و قابلیت های آن در تولید انبوه به‌طور گسترده در صنعت مورد استفاده قرار می‌گیرد. فواید بسیار گرمادهی به وسیلهٔ کوره نسبت به سایر روش‌های گرما دهی باعث استفاده گسترده از این روش در تولید انبوه گردیده‌است.
مهم‌ترین فایده این روش امکان لحیم‌کاری تعداد زیاد قطعات ریز می‌باشد که به صورت عادی یا با استفاده از فیکسچر در داخل کوره قرار گرفته‌اند؛ همچنین عدم نیاز به اپراتور ماهر از دیگر مزایای این روش می‌باشد.
با این وجود این روش از بریز کاری معایبی نیز دارد که می‌توان به مصرف زیاد انرژی، فضای بیشتر مورد نیاز و ملاحظات خاص در طراحی قطعات متصل شونده به یکدیگر را ذکر نمود

## لحیم کاری سخت القایی[۳]
بریزینگ القایی (Induction Brazing) یک روش مؤثر و پرکاربرد در صنعت برای اتصال قطعات فلزی است. استفاده از این روش دارای مزایای زیادی است که آن را به یک گزینه جذاب تبدیل می کند.با استفاده از بریزینگ القایی، اتصالات یکنواخت و با کیفیت بالا ایجاد می شود که دارای استحکام و دوام بیشتری هستند.
بریزینگ القایی با استفاده از جریان‌های الکتریکی با فرکانس بالا انجام می شود که به سرعت می‌تواند حرارت لازم را تولید کند و فرآیند اتصال را در زمان کمتری به پایان برساند.
در این روش، امکان کنترل دقیق دمای مورد نیاز وجود دارد که منجر به کاهش خطر آسیب دیدن قطعات می‌شود همچنین این روش به دلیل تمرکز حرارت در محل اتصال و کاهش اتلاف حرارت به محیط اطراف، از نظر انرژی کارآمدتر است و به دلیل عدم استفاده از شعله باز، محیط کاری در این روش تمیزتر و ایمن تر است.
این روش با وجود مزایای فراوان، معایبی نیز دارد که در برخی کاربردها و شرایط باید مد نظر قرار گیرند. برخی از این معایب عبارتند از: هزینه تجهیزات اولیه، محدودیت در اندازه و شکل قطعات، نیاز به تنظیمات دقیق.

## لحیم کاری سخت مقاومتی[۴]
بریزینگ مقاومتی (Resistance Brazing) یکی از روش‌های اتصال فلزات است که از طریق گرمای تولید شده به وسیله‌ی جریان الکتریکی، فلزات را به یکدیگر متصل می‌کند. این روش مشابه جوشکاری مقاومتی است، اما تفاوت عمده‌ای در دمای عملیاتی و نوع مواد پرکننده دارد.
وقتی دو قطعه فلزی با نقطه ذوب بالا مانند فولاد، استینلس استیل، مس و آلومینیوم باید به هم اتصال داده شوند، بریزینگ مقاومتی انتخاب مناسبی است. این روش به خوبی می‌تواند با مواد پایه با نقطه ذوب بالا سازگاری داشته باشد و اتصالات با استحکام بالا را فراهم آورد.
اگر نیاز به اتصال دقیق و کنترل شده از نظر موقعیت و شکل قطعات فلزی باشد، بریزینگ مقاومتی می‌تواند بهترین گزینه باشد. این فرایند قابلیت ایجاد اتصالات دقیق و متناسب با نیازهای طراحی را دارد و اتصالاتی را ارائه می‌دهد که می‌توانند مقاومت خوبی در برابر خوردگی و شرایط محیطی سخت مانند دماهای بالا داشته باشند به شرط آنکه مواد پایه مناسبی انتخاب شود.این فرایند به طور کلی سریعتر از روش‌های دیگر مانند بریزینگ القایی یا کوره‌ای است و می‌تواند زمان زیادی را در اجرا صرفه جویی کند.برخلاف بریزینگ القایی که نیاز به فلوکس دارد، بریزینگ مقاومتی می‌تواند بدون اضافه کردن فلوکس انجام شود، که می‌تواند هزینه و زمان را کاهش دهد.
به عنوان خلاصه، انتخاب بریزینگ مقاومتی برای اتصالات فلزی به ویژه در صورتی مناسب است که نیاز به اتصالات با استحکام بالا، دقیق و مقاوم در برابر شرایط سخت محیطی باشد و همچنین در صورتی که سرعت اجرا و کارایی مهم باشد.

## بریز نقره
بریز نقره که معمولاً به لحیم نقره یا لحیم سخت نیز شناخته می‌شود، فرایندی است که طی آن از آلیاژ پرکننده پایه نقره استفاده می‌گردد.
این آلیاژ نقره شامل مقدار مختلفی از نقره و سایر فلزات مانند مس، روی. کادمیوم می‌باشد.

## جوشکاری لحیم‌کاری سخت
جوشکاری لحیم‌کاری سخت به فرایندی گفته می‌شود که طی آن قطعات استیل به وسیله فیلر میله‌ای از جنس برنز یا برنج به یکدیگر متصل می‌گردند وسایل و تجهیزات مورد نیاز برای این فرایند همانند بریز کاری معمولی می‌باشد با این تفاوت که در جوش بریز به دمای بیشتری نیاز می‌باشد که معمولاً توسط سوختن گاز استیلن تأمین می‌گردد.
نام جوشکاری از این لحاظ بر روی این فرایند نهاده شده که طی آن حرکت مویینگی اتفاق نمی‌افتد.
از مزایای جوشکاری لحیم‌کاری سخت نسبت به جوشکاری ذوبی معمولی می‌توان به موارد ذیل اشاره نمود
جوشکاری برزینگ امکان اتصال فلزات غیر همسان را می‌دهد و همچنین به پیش‌گرم بالا نیازی نداشته و تغییر شکل ناشی از دمای بالا در آن صورت نمی‌پذیرد.